# Daia (Sibiu)
Daia (veraltet Daia Săsească; deutsch Thalheim, ungarisch Dolmány) ist ein Dorf im Kreis Sibiu in der Region Siebenbürgen in Rumänien. Es ist Teil der Gemeinde Roșia (Rothberg).
Der Ort ist auch unter der deutschen Bezeichnung Dollman (im Altland) bekannt.

## Geographische Lage
Das Dorf liegt im westlichen Zipfel des Harbachtals am gleichnamigen Bach und der Kreisstraße (Drum județean) DJ 106S etwa 10 Kilometer nordöstlich von Hermannstadt entfernt.
Auf einer Anhöhe des Dorfes befindet sich die evangelische Kirche mit im Burgring stehendem Glockenturm. Anschließend an den Glockenturm stand eine Schule samt Kantorwohnung, beide wurden abgetragen.

## Dorfgeschichte
Anfang des 13. Jahrhunderts wurde die romanische Basilika im Ort errichtet und erstmals wurde das Dorf 1327 urkundlich erwähnt. Umbauten der Kirche werden im 15. Jahrhundert durchgeführt und eine Wehrmauer im 18. Jahrhundert mit einem Torturm errichtet. Der von Martin Stock bemalte Kirchenaltar stammt aus dem 18. Jahrhundert.

## Sehenswürdigkeiten
- Die Thalheimer Kirchenburg etwa im 13. Jahrhundert errichtet, mit deren Kirche 1778 umgebaut und das Pfarrhaus im 16. Jahrhundert errichtet und 1900 umgebaut, stehen unter Denkmalschutz.[5]
- Die Häuser bei Haus-Nr. 11 und 12, Ende 16. bzw. im 18. Jahrhundert errichtet, stehen unter Denkmalschutz.[5]
- Die Bahngleise der Harbachtalbahn (Mocănița), auch Wusch genannt, stehen unter Denkmalschutz.[5]

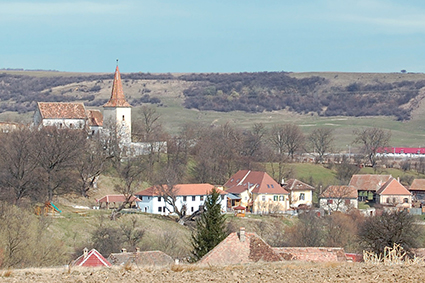
Ortskern des Dorfes
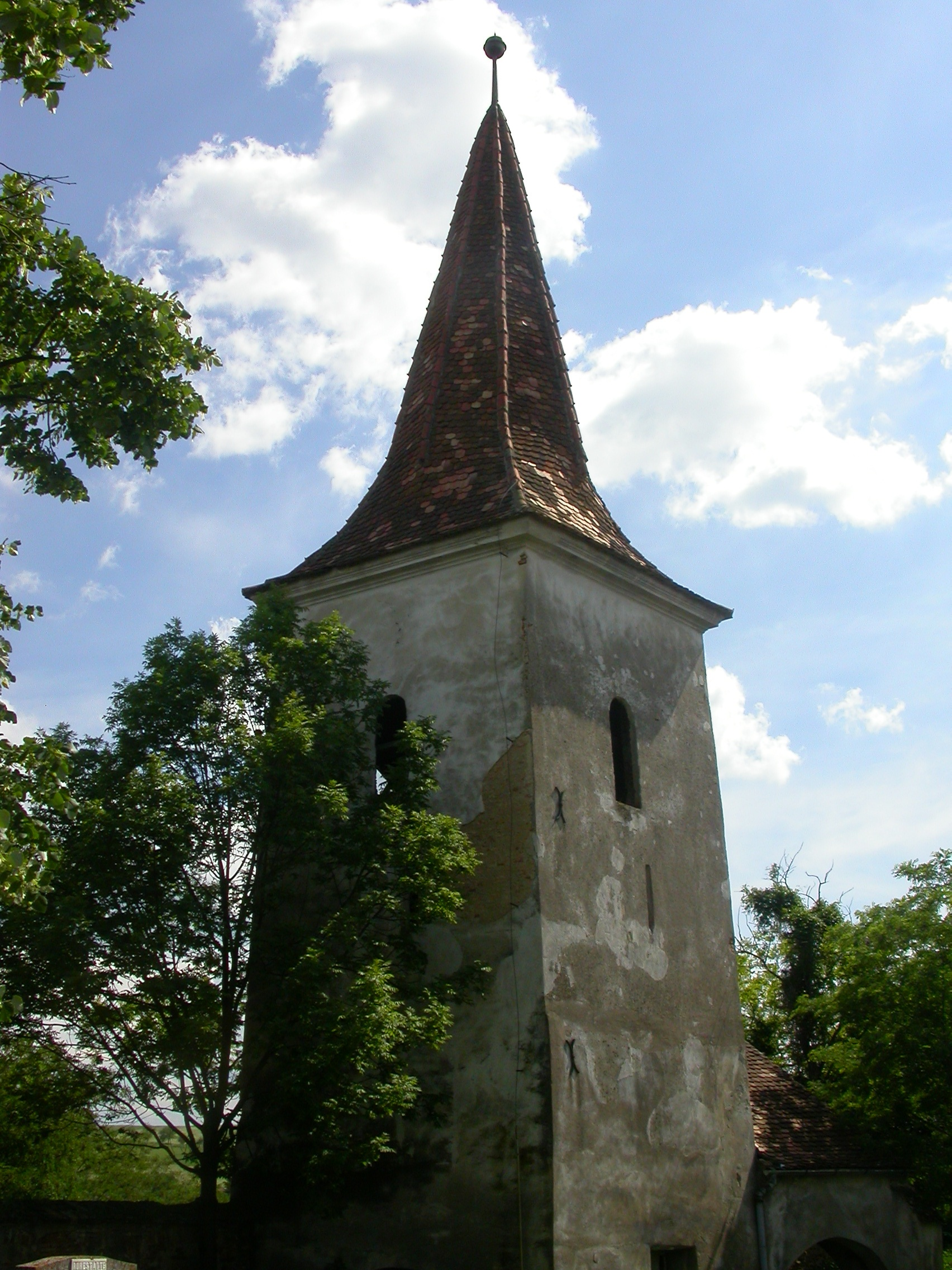
Glockenturm
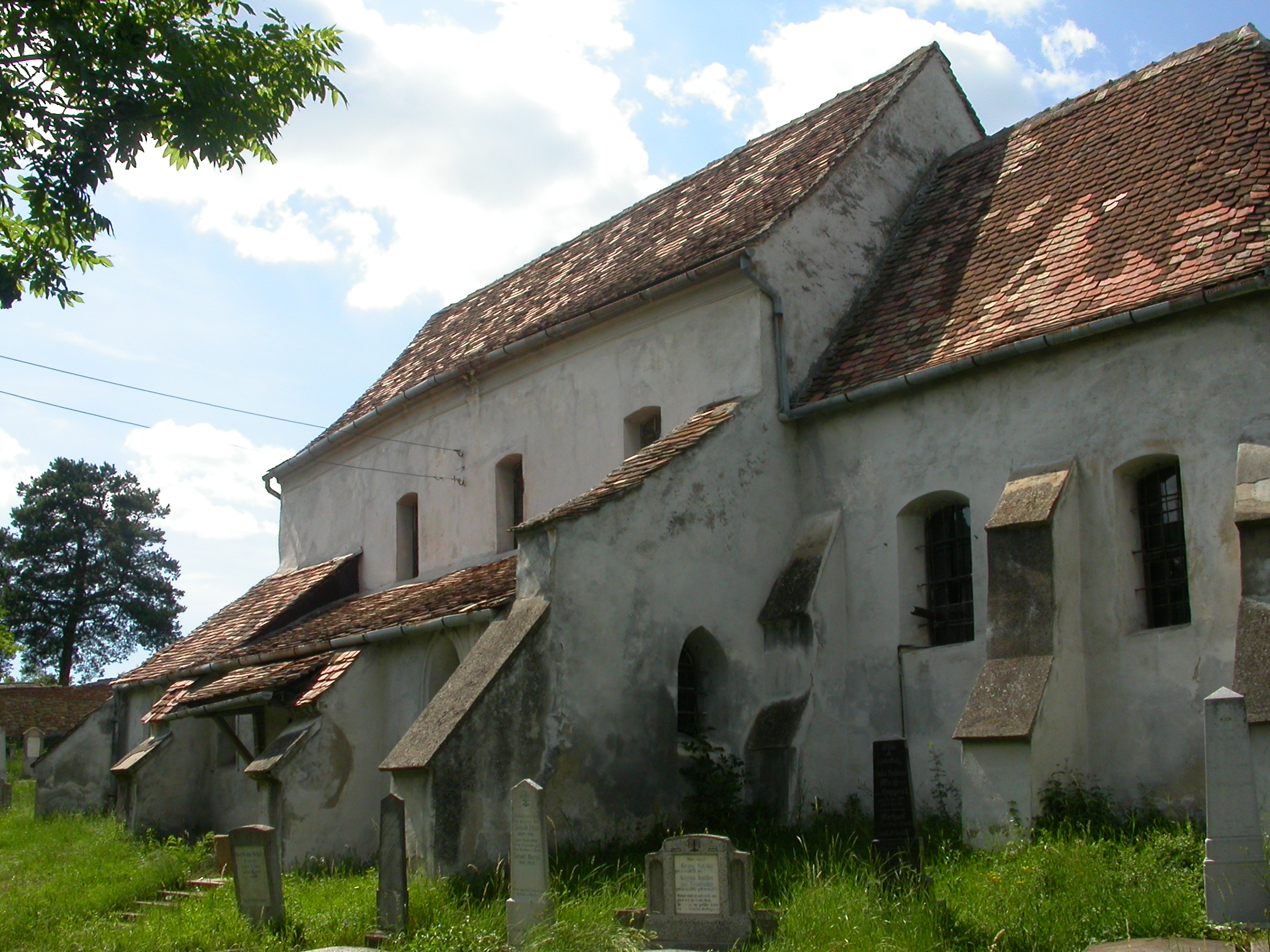
Evangelische Kirche

## Persönlichkeiten
- Georg Hoprich (1938–1969), Lyriker[6]